# Jeanne Nabert
Pour les articles homonymes, voir Nabert.
Jeanne Nabert, née le 4 mars 1883 à Pont-Croix (Finistère) et morte le 11 avril 1969 à Morlaix (Finistère) est une écrivaine française du début du XXe siècle.

## Biographie
Elle est la fille du docteur Néis, médecin à Pont-Croix (Finistère).
Ses premières œuvres sont des poèmes : Humble Moisson (recueil préfacé par Anatole Le Braz) et Silences brisés qu'elle signe « Sijenna » (anagramme approchée de son nom). En 1908, son second recueil reçoit le prix Archon-Despérouses de l'Académie française. La même année, elle épouse Jean Nabert ; ils auront deux enfants. En 1925, Charles Dullin monte une pièce en trois actes dont l'action se situe à l'île de Sein : La Lame sourde. Jeanne Nabert publie ses écrits de janvier à mars 1926 dans la Grande Revue sous la signature de Jeanne Néis.
Elle fait scandale dans les années 1930 avec son livre Le Cavalier de la mer, prix du premier roman en 1931. En effet, son roman dont l'action se situe à Pont-Croix à la fin du XIXe siècle met en scène des personnages (dont son père) qui ont pu être reconnus par leurs descendants, et il a été mal accueilli dans certaines familles. Le style est alerte, le langage fleuri, l'intrigue bien menée, et les personnages souvent attachants.
À 48 ans, elle entreprend sous son nom d'épouse une carrière de romancière. Elle meurt en 1969 et repose au cimetière de Pont-Croix.

## Œuvres
- Humble Moisson  Le Dault, Paris, 1903
- Silences brisés  E. Sansot, 1908
- La Lame sourde pièce en 3 actes, 1926 Lire en ligne
- Le Cavalier de la mer, Paris, Plon, 1932 ; Rennes, La Découvrance Éditions, 1995 (dans ce roman, l'auteure décrit la bourgeoisie pontecrucienne à travers la description de "Bourg-le-Cap", localité fictive derrière laquelle transparaît la localité de Pont-Croix)
- Les Termagies, Paris, Plon, 1936
- L'Îlienne, Paris, Librairie celtique, 1946 (ce roman a pour cadre l'Île de Sein)
- Les Contes du bout du monde; Sarcenas, Calligrammes, 1988
- Les Nouveaux Contes du bout du monde; Sarcenas, Calligrammes, 1988 (dont la nouvelle Le pêcheur de goémon de l'Anse du Loch qui a pour cadre Plogoff)
- Judith en Bretagne, Sarcenas, Calligrammes, 1992
- Œuvres de jeunesse : Pauvre vieux ; Le mur mitoyen, Plouhinec, Société littéraire et artistique du Cap Sizun, 1997

### Un poème
Soyez mon refuge...

### Un conte
Chann et Lan, ou la légende du phare du Millet Conte breton